# (73388) 2002 LN12
(73388) 2002 LN12 – planetoida z pasa głównego asteroid okrążająca Słońce w ciągu 4,12 lat w średniej odległości 2,57 j.a. Odkryta 5 czerwca 2002 roku.